# Forêts côtières d'Afrique orientale

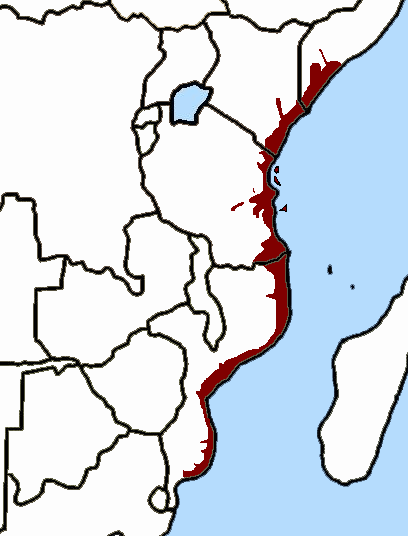
Carte des forêts côtières d'Afrique de l'Est

Les forêts côtières d'Afrique orientale forment un ensemble biogéographique défini par Conservation International comme un point chaud de biodiversité. 